# 托里切拉西库拉
托里切拉西库拉（義大利語：Torricella Sicura），是意大利泰拉莫省的一个市镇。总面积54平方公里，人口2715人，人口密度50.3人/平方公里（2009年）。ISTAT代码为067043。